# Юриш, Конрад

Обложка книги Юриша Конрада "Die Verunreinigung der Gewässe". 1890

Конрад Вильгельм Юриш (нем. Konrad Wilhelm Jurisch; 26 ноября 1846, Грауденц (ныне Куявско-Поморское воеводство, Польша) — 2 июля 1917, Берлин) — немецкий химик, педагог, профессор Шарлоттенбургской высшей технической школы.
С января 1888 по 1912 год — приват-доцент (профессор с 1899 года) по аммиачно-содовому производству и проектированию химических установок IV-го отделения химии и металлургии Королевского технического университета Берлина.
Специалист по производству аммиачной соды.

## Избранные труды
- «Darstellung der Gesetze d. Elektrolyse» (1872);
- «Fabrikation von chlorsaurem Kali» (1888);
- «Grundlage der Philosophte der Kultur» (Берлин, 1890);
- «Die Verunreinigung der Gewässer» (ib., 1890);
- «Handbuch der Schwefelsäurefabrikation» (Штутгарт, 1893);
- «Die Fabrikation der Schwefelsäurer Thonerde» (Берлин 1894);
- «Ueber Gefahren für die Arbeiter in chemischen Fabriken, Unfallverhütungsmittel und Arbeitsbedingungen. Eine durch den englischen Parlamentsbericht von 1893 veranlasste kritische Besprechung englischer und deutscher Industrieverhältnisse» (Берлин, 1895);
- «Grundzüge des Luftrechts» (ib., 1897).

## Источник
- Юриш, Конрад // Энциклопедический словарь Брокгауза и Ефрона : в 86 т. (82 т. и 4 доп.). — СПб., 1890—1907.